# Cinquième district congressionnel du Kentucky
Le 5e district congressionnel du Kentucky est un district de l'État américain du Kentucky. Situé au cœur des Appalaches dans le sud-est du Kentucky, il représente une grande partie du bassin houiller de l'est du Kentucky. Le district rural est le deuxième district le plus pauvre du pays et, selon le recensement américain de 2010, a le pourcentage le plus élevé d'Américains blancs du pays. Il contient les comtés de Bell, Boyd, Breathitt, Clay, Elliot, Floyd, Harlan, Jackson, Johnson, Knott, Knox, Laurel, Lawrence, Lee, Lincoln, Leslie, Letcher, Magoffin, Martin, McCreary, Menifee, Owsley, Perry, Pike, Pulaski, Rockcastle, Rowan, Wayne, Whitley, Wolfe et certaines parties des comtés de Bath et Carter. Dans le district se trouvent les principales villes économiques d'Ashland, Pikeville, Prestonsburg, Middlesboro, Hazard, Jackson, Morehead, London et Somerset. C'est le district le plus rural des États-Unis, avec 76,49 % de sa population dans les zones rurales. Il est représenté par le Républicain Hal Rogers depuis 1981.
Avec un indice CPVI de R + 33, c'est le district le plus républicain du Kentucky et à égalité avec le 13e du Texas en tant que deuxième district le plus républicain du pays. Le 5e district est l'une des rares régions ancestralement républicaines au sud de la rivière Ohio. Une grande partie de la région maintenant dans le district a fortement soutenu l'Union pendant la Guerre de Sécession et s'est identifiée aux républicains après la fin des hostilités. En revanche, la partie nord-est du district borde la Virginie-Occidentale. Une grande partie de cette section du district faisait autrefois partie du 7e district, longtemps un bastion Démocrate, qui a été dissous en 1992 après le recensement de 1990. Géographiquement, le district se compose de zones de terrain plat à l'ouest, jusqu'aux montagnes des Appalaches à l'est et au sud-est. Au nord et au nord-est du district, se trouvent des collines qui se terminent par la rivière Ohio.
Malgré la forte tendance républicaine du district, il comprend le Comté d'Elliott, qui, avant d'être porté par Donald Trump en 2016, n'avait jamais voté pour un président républicain depuis sa fondation en 1869, ce qui en fait la plus longue séquence de votes démocrates. Jusqu'en 2018, lorsque le comté a donné à Rogers 54,6 % de ses voix, le comté n'avait jamais voté pour Rogers, bien qu'il ait remporté au moins 65 % des voix dans le district à chaque élection sauf en 1992.
Rogers est le doyen de la délégation du Kentucky et de toute la Chambre des Représentants. En partie en raison de son ancienneté, Rogers a occupé plusieurs postes de direction à la chambre.

## Caractéristiques
| Registre des affiliations politique en octobre 2023 | Registre des affiliations politique en octobre 2023 | Registre des affiliations politique en octobre 2023 | Registre des affiliations politique en octobre 2023 |
| Parti                                               | Parti                                               | Nombre de votants                                   | %                                                   |
| --------------------------------------------------- | --------------------------------------------------- | --------------------------------------------------- | --------------------------------------------------- |
|                                                     | Républicain                                         | 312 498                                             | 55,12                                               |
|                                                     | Démocrate                                           | 216 402                                             | 38,17                                               |
|                                                     | Autres                                              | 20 645                                              | 3,65                                                |
|                                                     | Indépendant                                         | 17 363                                              | 3,06                                                |
| Total                                               | Total                                               | 566 908                                             | 100 %                                               |

Jusqu'au 1er janvier 2006, le Kentucky n'a pas suivi l'affiliation à un parti pour les électeurs inscrits qui n'étaient ni démocrates ni républicains. La carte d'inscription des électeurs du Kentucky ne répertorie explicitement rien d'autre que le Parti Démocrate, le Parti Républicain ou Autre, l'option « Autre » ayant une ligne vide et aucune instruction sur la façon de s'inscrire comme autre chose.

## Historique de vote
| Années | Poste             | Résultats                 |
| ------ | ----------------- | ------------------------- |
| 2000   | Président         | Bush 57,0 % - 42,0 %      |
| 2004   | Président         | Bush 61,0 % - 39,0 %      |
| 2008   | Président         | McCain 67,0 % - 31,0 %    |
| 2012   | Président         | Romney 75,0 % - 23,0 %    |
| 2016   | Président         | Trump 79,0 % - 19,0 %     |
| 2016   | Sénat             | Paul 65,0 % - 35,0 %      |
| 2019   | Gouverneur        | Bevin 59,0 % - 38,0 %     |
| 2019   | Procureur Général | Cameron 67,0 % - 33,0 %   |
| 2020   | Président         | Trump 79,0 % - 20,0 %     |
| 2020   | Sénat             | McConnell 73,0 % - 23,0 % |
| 2022   | Sénat             | Paul 75,0 % - 25,0 %      |
| 2023   | Gouverneur        | Cameron 58,0 % - 42,0 %   |

## Liste des Représentants du district
| Membre                          | Parti                         | Années                            | Congrès    | Histoire électorale | Zone géographique                                                                                               |
| ------------------------------- | ----------------------------- | --------------------------------- | ---------- | --- | --- |
| District établit le 4 mars 1803 |                               |                                   |            | | |
| John Fowler (en)                | Républicain-Démocrate         | 4 mars 1803 - 3 mars 1807         | 8e , 9e    | Redécoupage depuis le 2e district et réélu en 1803. Réélu en 1804. Retrait. | 1803–1813 Clarke, Fayette, Jessamine, Montgomery et Woodford                                                    |
| Benjamin Howard (en)            | Républicain-Démocrate         | 4 mars 1807 - 10 avril 1810       | 10e , 11e  | Élu en 1806. Réélu en 1808. Démissionne pour devenir Gouverneur du Territoire de Louisiane. | 1803–1813 Clarke, Fayette, Jessamine, Montgomery et Woodford                                                    |
| William T. Barry                | Républicain-Démocrate         | 8 août 1810 - 3 mars 1811         | 11e        | Élu pour terminer le mandat de Howard. Retrait. | 1803–1813 Clarke, Fayette, Jessamine, Montgomery et Woodford                                                    |
| Henry Clay                      | Républicain-Démocrate         | 4 mars 1811 - 3 mars 1813         | 12e        | Élu en 1810. Redécoupage vers le 2e district. | 1803–1813 Clarke, Fayette, Jessamine, Montgomery et Woodford                                                    |
| Samuel Hopkins (en)             | Républicain-Démocrate         | 4 mars 1813 - 3 mars 1815         | 13e        | Élu en 1812. Retrait. | 1813–1823 Breckinridge, Caldwell, Christian, Grayson, Henderson, Hopkins, Livingston, Muhlenberg, Ohio et Union |
| Alney McLean (en)               | Républicain-Démocrate         | 4 mars 1815 - 3 mars 1817         | 14e        | Élu en 1814. Retrait. | 1813–1823 Breckinridge, Caldwell, Christian, Grayson, Henderson, Hopkins, Livingston, Muhlenberg, Ohio et Union |
| Anthony New (en)                | Républicain-Démocrate         | 4 mars 1817 - 3 mars 1819         | 15e        | Élu en 1816. Retrait. | 1813–1823 Breckinridge, Caldwell, Christian, Grayson, Henderson, Hopkins, Livingston, Muhlenberg, Ohio et Union |
| Alney McLean (en)               | Républicain-Démocrate         | 4 mars 1819 - 3 mars 1821         | 16e        | Élu en 1818. Retrait. | 1813–1823 Breckinridge, Caldwell, Christian, Grayson, Henderson, Hopkins, Livingston, Muhlenberg, Ohio et Union |
| Anthony New (en)                | Républicain-Démocrate         | 4 mars 1821 - 3 mars 1823         | 17e        | Élu en 1820. Retrait. | 1813–1823 Breckinridge, Caldwell, Christian, Grayson, Henderson, Hopkins, Livingston, Muhlenberg, Ohio et Union |
| John T. Johnson (en)            | Républicain-Démocrate         | 4 mars 1823 - 3 mars 1825         | 18e        | Redécoupage depuis le 3e district et réélu en 1822. Retrait. | 1823–1833 |
| James Johnson (en)              | Jacksonien (en)               | 4 mars 1825 - 13 août 1826        | 19e        | Élu en 1824. Décès. | 1823–1833 |
| Vacant                          | Vacant                        | 13 août 1826 - 7 décembre 1826    |            | | 1823–1833 |
| Robert L. McHatton (en)         | Jacksonien (en)               | 7 décembre 1826 - 3 mars 1829     | 19e , 20e  | Élu pour terminer le mandat de Johnson. Réélu en 1827. Retrait. | 1823–1833 |
| Richard M. Johnson              | Jacksonien (en)               | 4 mars 1829 - 3 mars 1833         | 21e , 22e  | Élu en 1829. Réélu en 1831. Redécoupage vers le 13e district. | 1823–1833 |
| Vacant                          | Vacant                        | 4 mars 1833 - 6 août 1834         | 23e        | La Chambre a demandé une nouvelle élection après que l'élection fut contestée. | 1833–1843 Garrard est ajouté au district.                                                                       |
| Robert P. Letcher (en)          | Anti-Jacksonien               | 6 août 1834 - 3 mars 1835         | 23e        | Élu pour terminer le mandat vacant. Retrait. | 1833–1843 Garrard est ajouté au district.                                                                       |
| James Harlan (en)               | national-républicain          | 4 mars 1835 - 3 mars 1837         | 24e , 25e  | Élu en 1835. Réélu en 1837. Retrait. | 1833–1843 Garrard est ajouté au district.                                                                       |
| James Harlan (en)               | Whig                          | 4 mars 1837 - 3 mars 1839         | 24e , 25e  | Élu en 1835. Réélu en 1837. Retrait. | 1833–1843 Garrard est ajouté au district.                                                                       |
| Simeon H. Anderson (en)         | Whig                          | 4 mars 1839 - 11 août 1840        | 26e        | Élu en 1839. Décès. | 1833–1843 Garrard est ajouté au district.                                                                       |
| Vacant                          | Vacant                        | 11 août 1840 - 7 décembre 1840    |            | | 1833–1843 Garrard est ajouté au district.                                                                       |
| John B. Thompson (en)           | Whig                          | 7 décembre 1840 - 3 mars 1843     | 26e , 27e  | Élu pour terminer le mandat d'Anderson. Réélu en 1841. Retrait. | 1833–1843 Garrard est ajouté au district.                                                                       |
| James W. Stone (en)             | Démocrate                     | 4 mars 1843 - 3 mars 1845         | 28e        | Élu en 1843. perd sa réélection. | 1843–1853 |
| Bryan Young (en)                | Whig                          | 4 mars 1845 - 3 mars 1847         | 29e        | Élu en 1845. Retrait. | 1843–1853 |
| John B. Thompson (en)           | Whig                          | 4 mars 1847 - 3 mars 1851         | 30e , 31e  | Élu en 1847. Réélu en 1849. Retrait. | 1843–1853 |
| James W. Stone (en)             | Démocrate                     | 4 mars 1851 - 3 mars 1853         | 32e        | Élu en 1851. perd sa réélection. | 1843–1853 |
| Clement S. Hill (en)            | Whig                          | 4 mars 1853 - 3 mars 1855         | 33e        | Élu en 1853. Retrait. | 1853–1863 |
| Joshua Jewett (en)              | Démocrate                     | 4 mars 1855 - 3 mars 1859         | 34e , 35e  | Élu en 1855. Réélu en 1857. perd sa réélection en tant que candidat de l'Opposition Party. | 1853–1863 |
| Vacant                          | Vacant                        | 4 mars 1855 - 3 décembre 1860     | 36e        | | 1853–1863 |
| John Y. Brown                   | Démocrate                     | 3 décembre 1860 - 3 mars 1861     | 36e        | Élu en 1859 mais n'a pas siégé avant la 2e session car n'ayant pas l'âge minimum pour le poste. Retrait. | 1853–1863 |
| Charles A. Wicklife             | Unioniste                     | 4 mars 1861 - 3 mars 1863         | 37e        | Élu en 1861. Retrait. | 1853–1863 |
| Robert Mallory (en)             | Unioniste                     | 4 mars 1863 - 3 mars 1865         | 38e        | Redécoupage vers le 7e district et réélu en 1863. perd sa réélection. | 1863–1873 |
| Lovell Rousseau (en)            | Unioniste Inconditionnel (en) | 4 mars 1865 - 21 juillet 1866     | 39e        | Élu en 1865. Démissionne à la suite de l'agression du Représentant Josiah Grinnell. | 1863–1873 |
| Vacant                          | Vacant                        | 21 juillet 1866 - 3 décembre 1866 | 39e        | | 1863–1873 |
| Lovell Rousseau (en)            | Unioniste Inconditionnel (en) | 3 décembre 1866 - 3 mars 1867     | 39e        | Élu pour terminer son propre mandat. perd sa réélection. | 1863–1873 |
| Asa Grover (en)                 | Démocrate                     | 4 mars 1867 - 3 mars 1869         | 40e        | Élu en 1867. Retrait. | 1863–1873 |
| Boyd Winchester (en)            | Démocrate                     | 4 mars 1869 - 3 mars 1873         | 41e , 42e  | Élu en 1868. Réélu en 1870. Retrait. | 1863–1873 |
| Elisha Standiford (en)          | Démocrate                     | 4 mars 1873 - 3 mars 1875         | 43e        | Élu en 1872. Renominé mais a décliné. | 1873–1883 |
| Edward Y. Parsons (en)          | Démocrate                     | 4 mars 1875 - 8 juillet 1876      | 44e        | Élu en 1874. Décès. | 1873–1883 |
| Vacant                          | Vacant                        | 8 juillet 1876 - 12 août 18765    | 44e        | | 1873–1883 |
| Henry Watterson (en)            | Démocrate                     | 12 août 1876 - 3 mars 1877        | 44e        | Élu pour terminer le mandat de Parson. Retrait. | 1873–1883 |
| Albert S. Willis (en)           | Démocrate                     | 4 mars 1877 - 3 mars 1887         | 45e - 49e  | Élu en 1876. Réélu en 1878. Réélu en 1880. Réélu en 1882. Réélu en 1884. perd sa renomination. | 1873–1883 |
| 1883–1893                       |                               |                                   | 45e - 49e  | Élu en 1876. Réélu en 1878. Réélu en 1880. Réélu en 1882. Réélu en 1884. perd sa renomination. | |
| Asher G. Caruth (en)            | Démocrate                     | 4 mars 1887 - 3 mars 1895         | 50e - 53e  | Élu en 1886. Réélu en 1888. Réélu en 1890. Réélu en 1892. perd sa renomination. | |
| 1893–1903                       |                               |                                   | 50e - 53e  | Élu en 1886. Réélu en 1888. Réélu en 1890. Réélu en 1892. perd sa renomination. | |
| Walter Evans (en)               | Républicain                   | 4 mars 1895 - 3 mars 1899         | 54e , 55e  | Élu en 1894. Réélu en 1896. perd sa réélection. | |
| Oscar Turner (en)               | Démocrate                     | 4 mars 1899 - 3 mars 1901         | 56e        | Élu en 1898. Retrait. | |
| Harvey S. Irwin (en)            | Républicain                   | 4 mars 1901 - 3 mars 1903         | 57e        | Élu en 1900. perd sa réélection. | |
| J. Swagar Sherley (en)          | Démocrate                     | 4 mars 1903 - 3 mars 1919         | 58e - 65e  | Élu en 1902. Réélu en 1904. Réélu en 1906. Réélu en 1908. Réélu en 1910. Réélu en 1912. Réélu en 1914. Réélu en 1916. perd sa réélection. | 1903–1933 |
| Charles F. Ogden (en)           | Républicain                   | 4 mars 1919 - 3 mars 1923         | 66e , 67e  | Élu en 1918. Réélu en 1920. Retrait. | 1903–1933 |
| Maurice Thatcher (en)           | Républicain                   | 4 mars 1923 - 3 mars 1933         | 68e - 72e  | Élu en 1922. Réélu en 1924. Réélu en 1926. Réélu en 1928. Réélu en 1930. Retrait pour se présenter comme Sénateur des États-Unis. | 1903–1933 |
| District supprimé               | District supprimé             | 4 mars 1933 - 3 janvier 1935      | 73e        | | |
| Brent Spence (en)               | Démocrate                     | 3 janvier 1935 - 3 mars 1963      | 74e - 87e  | Redécoupage depuis le district at-large et réélu en 1934. Réélu en 1936. Réélu en 1938. Réélu en 1940. Réélu en 1942. Réélu en 1944. Réélu en 1946. Réélu en 1948. Réélu en 1950. Réélu en 1952. Réélu en 1954. Réélu en 1956. Réélu en 1958. Réélu en 1960. Retrait.                                                                                  | 1935–1943 |
| Brent Spence (en)               | Démocrate                     | 3 janvier 1935 - 3 mars 1963      | 74e - 87e  | Redécoupage depuis le district at-large et réélu en 1934. Réélu en 1936. Réélu en 1938. Réélu en 1940. Réélu en 1942. Réélu en 1944. Réélu en 1946. Réélu en 1948. Réélu en 1950. Réélu en 1952. Réélu en 1954. Réélu en 1956. Réélu en 1958. Réélu en 1960. Retrait.                                                                                  | 1943–1953 |
| Brent Spence (en)               | Démocrate                     | 3 janvier 1935 - 3 mars 1963      | 74e - 87e  | Redécoupage depuis le district at-large et réélu en 1934. Réélu en 1936. Réélu en 1938. Réélu en 1940. Réélu en 1942. Réélu en 1944. Réélu en 1946. Réélu en 1948. Réélu en 1950. Réélu en 1952. Réélu en 1954. Réélu en 1956. Réélu en 1958. Réélu en 1960. Retrait.                                                                                  | 1953–1963 |
| Eugene Siler (en)               | Républicain                   | 3 janvier 1963 - 3 janvier 1965   | 88e        | Redécoupage depuis le 8e district et réélu en 1962. Retrait. | 1963–1965 |
| Tim Lee Carter (en)             | Républicain                   | 3 janvier 1965 - 3 janvier 1981   | 89e - 96e  | Élu en 1964. Réélu en 1966. Réélu en 1968. Réélu en 1970. Réélu en 1972. Réélu en 1974. Réélu en 1976. Réélu en 1978. Retrait. | 1965–1973 |
| Tim Lee Carter (en)             | Républicain                   | 3 janvier 1965 - 3 janvier 1981   | 89e - 96e  | Élu en 1964. Réélu en 1966. Réélu en 1968. Réélu en 1970. Réélu en 1972. Réélu en 1974. Réélu en 1976. Réélu en 1978. Retrait. | 1973–1983 |
| Hal Rogers                      | Républicain                   | 3 janvier 1981 - Présent          | 97e - 119e | Élu en 1980. Réélu en 1982. Réélu en 1984. Réélu en 1986. Réélu en 1988. Réélu en 1990. Réélu en 1992. Réélu en 1994. Réélu en 1996. Réélu en 1998. Réélu en 2000. Réélu en 2002. Réélu en 2004. Réélu en 2006. Réélu en 2008. Réélu en 2010. Réélu en 2012. Réélu en 2014. Réélu en 2016. Réélu en 2018. Réélu en 2020. Réélu en 2022. Réélu en 2024. | |
| Hal Rogers                      | Républicain                   | 3 janvier 1981 - Présent          | 97e - 119e | Élu en 1980. Réélu en 1982. Réélu en 1984. Réélu en 1986. Réélu en 1988. Réélu en 1990. Réélu en 1992. Réélu en 1994. Réélu en 1996. Réélu en 1998. Réélu en 2000. Réélu en 2002. Réélu en 2004. Réélu en 2006. Réélu en 2008. Réélu en 2010. Réélu en 2012. Réélu en 2014. Réélu en 2016. Réélu en 2018. Réélu en 2020. Réélu en 2022. Réélu en 2024. | 1983–1993 |
| Hal Rogers                      | Républicain                   | 3 janvier 1981 - Présent          | 97e - 119e | Élu en 1980. Réélu en 1982. Réélu en 1984. Réélu en 1986. Réélu en 1988. Réélu en 1990. Réélu en 1992. Réélu en 1994. Réélu en 1996. Réélu en 1998. Réélu en 2000. Réélu en 2002. Réélu en 2004. Réélu en 2006. Réélu en 2008. Réélu en 2010. Réélu en 2012. Réélu en 2014. Réélu en 2016. Réélu en 2018. Réélu en 2020. Réélu en 2022. Réélu en 2024. | 1993–2003 |
| Hal Rogers                      | Républicain                   | 3 janvier 1981 - Présent          | 97e - 119e | Élu en 1980. Réélu en 1982. Réélu en 1984. Réélu en 1986. Réélu en 1988. Réélu en 1990. Réélu en 1992. Réélu en 1994. Réélu en 1996. Réélu en 1998. Réélu en 2000. Réélu en 2002. Réélu en 2004. Réélu en 2006. Réélu en 2008. Réélu en 2010. Réélu en 2012. Réélu en 2014. Réélu en 2016. Réélu en 2018. Réélu en 2020. Réélu en 2022. Réélu en 2024. | 2003–2013 |
| Hal Rogers                      | Républicain                   | 3 janvier 1981 - Présent          | 97e - 119e | Élu en 1980. Réélu en 1982. Réélu en 1984. Réélu en 1986. Réélu en 1988. Réélu en 1990. Réélu en 1992. Réélu en 1994. Réélu en 1996. Réélu en 1998. Réélu en 2000. Réélu en 2002. Réélu en 2004. Réélu en 2006. Réélu en 2008. Réélu en 2010. Réélu en 2012. Réélu en 2014. Réélu en 2016. Réélu en 2018. Réélu en 2020. Réélu en 2022. Réélu en 2024. | 2013–2023 |
| Hal Rogers                      | Républicain                   | 3 janvier 1981 - Présent          | 97e - 119e | Élu en 1980. Réélu en 1982. Réélu en 1984. Réélu en 1986. Réélu en 1988. Réélu en 1990. Réélu en 1992. Réélu en 1994. Réélu en 1996. Réélu en 1998. Réélu en 2000. Réélu en 2002. Réélu en 2004. Réélu en 2006. Réélu en 2008. Réélu en 2010. Réélu en 2012. Réélu en 2014. Réélu en 2016. Réélu en 2018. Réélu en 2020. Réélu en 2022. Réélu en 2024. | 2023–Présent |

## Résultats des récentes élections
Voici les résultats des dix précédents cycles électoraux dans le district.

### 2004
| Élection de 2004 du 5e district congressionnel du Kentucky | Élection de 2004 du 5e district congressionnel du Kentucky | Élection de 2004 du 5e district congressionnel du Kentucky | Élection de 2004 du 5e district congressionnel du Kentucky | Élection de 2004 du 5e district congressionnel du Kentucky |
| ---------------------------------------------------------- | ---------------------------------------------------------- | ---------------------------------------------------------- | ---------------------------------------------------------- | ---------------------------------------------------------- |
| Parti                                                      | Parti                                                      | Candidat                                                   | Votes                                                      | %                                                          |
|                                                            | Républicain                                                | Hal Rogers (sortant)                                       | 177 579                                                    | 100                                                        |
| Total des votes                                            | Total des votes                                            | Total des votes                                            | 177 579                                                    | 100 %                                                      |
|                                                            | Les Républicains conservent                                |                                                            |                                                            |                                                            |

### 2006
| Élection de 2006 du 5e district congressionnel du Kentucky | Élection de 2006 du 5e district congressionnel du Kentucky | Élection de 2006 du 5e district congressionnel du Kentucky | Élection de 2006 du 5e district congressionnel du Kentucky | Élection de 2006 du 5e district congressionnel du Kentucky |
| ---------------------------------------------------------- | ---------------------------------------------------------- | ---------------------------------------------------------- | ---------------------------------------------------------- | ---------------------------------------------------------- |
| Parti                                                      | Parti                                                      | Candidat                                                   | Votes                                                      | %                                                          |
|                                                            | Républicain                                                | Hal Rogers (sortant)                                       | 147 261                                                    | 73,76                                                      |
|                                                            | Démocrate                                                  | Kenneth Stepp                                              | 52 384                                                     | 26,24                                                      |
| Total des votes                                            | Total des votes                                            | Total des votes                                            | 199 645                                                    | 100 %                                                      |
|                                                            | Les Républicains conservent                                |                                                            |                                                            |                                                            |

### 2008
| Élection de 2008 du 5e district congressionnel du Kentucky | Élection de 2008 du 5e district congressionnel du Kentucky | Élection de 2008 du 5e district congressionnel du Kentucky | Élection de 2008 du 5e district congressionnel du Kentucky | Élection de 2008 du 5e district congressionnel du Kentucky |
| ---------------------------------------------------------- | ---------------------------------------------------------- | ---------------------------------------------------------- | ---------------------------------------------------------- | ---------------------------------------------------------- |
| Parti                                                      | Parti                                                      | Candidat                                                   | Votes                                                      | %                                                          |
|                                                            | Républicain                                                | Hal Rogers (sortant)                                       | 177 024                                                    | 84,11                                                      |
|                                                            | Indépendant                                                | Jim Holbert                                                | 33 444                                                     | 15,89                                                      |
| Total des votes                                            | Total des votes                                            | Total des votes                                            | 210 468                                                    | 100 %                                                      |
|                                                            | Les Républicains conservent                                |                                                            |                                                            |                                                            |

### 2010
| Élection de 2010 du 5e district congressionnel du Kentucky | Élection de 2010 du 5e district congressionnel du Kentucky | Élection de 2010 du 5e district congressionnel du Kentucky | Élection de 2010 du 5e district congressionnel du Kentucky | Élection de 2010 du 5e district congressionnel du Kentucky |
| ---------------------------------------------------------- | ---------------------------------------------------------- | ---------------------------------------------------------- | ---------------------------------------------------------- | ---------------------------------------------------------- |
| Parti                                                      | Parti                                                      | Candidat                                                   | Votes                                                      | %                                                          |
|                                                            | Républicain                                                | Hal Rogers (sortant)                                       | 151 019                                                    | 77,43                                                      |
|                                                            | Démocrate                                                  | Jim Holbert                                                | 44 034                                                     | 22,58                                                      |
| Total des votes                                            | Total des votes                                            | Total des votes                                            | 195 053                                                    | 100 %                                                      |
|                                                            | Les Républicains conservent                                |                                                            |                                                            |                                                            |

### 2012
| Élection de 2012 du 5e district congressionnel du Kentucky | Élection de 2012 du 5e district congressionnel du Kentucky | Élection de 2012 du 5e district congressionnel du Kentucky | Élection de 2012 du 5e district congressionnel du Kentucky | Élection de 2012 du 5e district congressionnel du Kentucky |
| ---------------------------------------------------------- | ---------------------------------------------------------- | ---------------------------------------------------------- | ---------------------------------------------------------- | ---------------------------------------------------------- |
| Parti                                                      | Parti                                                      | Candidat                                                   | Votes                                                      | %                                                          |
|                                                            | Républicain                                                | Hal Rogers (sortant)                                       | 195 408                                                    | 77,90                                                      |
|                                                            | Démocrate                                                  | Kenneth S. Stepp                                           | 55 447                                                     | 22,10                                                      |
| Total des votes                                            | Total des votes                                            | Total des votes                                            | 250 855                                                    | 100 %                                                      |
|                                                            | Les Républicains conservent                                |                                                            |                                                            |                                                            |

### 2014
| Élection de 2014 du 5e district congressionnel du Kentucky | Élection de 2014 du 5e district congressionnel du Kentucky | Élection de 2014 du 5e district congressionnel du Kentucky | Élection de 2014 du 5e district congressionnel du Kentucky | Élection de 2014 du 5e district congressionnel du Kentucky |
| ---------------------------------------------------------- | ---------------------------------------------------------- | ---------------------------------------------------------- | ---------------------------------------------------------- | ---------------------------------------------------------- |
| Parti                                                      | Parti                                                      | Candidat                                                   | Votes                                                      | %                                                          |
|                                                            | Républicain                                                | Hal Rogers (sortant)                                       | 171 350                                                    | 78,30                                                      |
|                                                            | Démocrate                                                  | Kenneth S, Stepp                                           | 47 617                                                     | 21,70                                                      |
| Total des votes                                            | Total des votes                                            | Total des votes                                            | 218 967                                                    | 100 %                                                      |
|                                                            | Les Républicains conservent                                |                                                            |                                                            |                                                            |

### 2016
| Élection de 2016 du 5e district congressionnel du Kentucky | Élection de 2016 du 5e district congressionnel du Kentucky | Élection de 2016 du 5e district congressionnel du Kentucky | Élection de 2016 du 5e district congressionnel du Kentucky | Élection de 2016 du 5e district congressionnel du Kentucky |
| ---------------------------------------------------------- | ---------------------------------------------------------- | ---------------------------------------------------------- | ---------------------------------------------------------- | ---------------------------------------------------------- |
| Parti                                                      | Parti                                                      | Candidat                                                   | Votes                                                      | %                                                          |
|                                                            | Républicain                                                | Hal Rogers (sortant)                                       | 221 242                                                    | 100 %                                                      |
|                                                            | Les Républicains conservent                                |                                                            |                                                            |                                                            |

### 2018
| Élection de 2018 du 5e district congressionnel du Kentucky | Élection de 2018 du 5e district congressionnel du Kentucky | Élection de 2018 du 5e district congressionnel du Kentucky | Élection de 2018 du 5e district congressionnel du Kentucky | Élection de 2018 du 5e district congressionnel du Kentucky |
| ---------------------------------------------------------- | ---------------------------------------------------------- | ---------------------------------------------------------- | ---------------------------------------------------------- | ---------------------------------------------------------- |
| Parti                                                      | Parti                                                      | Candidat                                                   | Votes                                                      | %                                                          |
|                                                            | Républicain                                                | Hal Rogers (sortant)                                       | 172 093                                                    | 78,9                                                       |
|                                                            | Démocrate                                                  | Kenneth Stepp                                              | 45 890                                                     | 21,0                                                       |
|                                                            | Indépendant                                                | Bill Ray (write-in)                                        | 34                                                         | 0,1                                                        |
| Total des votes                                            | Total des votes                                            | Total des votes                                            | 218 017                                                    | 100 %                                                      |
|                                                            | Les Républicains conservent                                |                                                            |                                                            |                                                            |

### 2020
| Élection de 2020 du 5e district congressionnel du Kentucky | Élection de 2020 du 5e district congressionnel du Kentucky | Élection de 2020 du 5e district congressionnel du Kentucky | Élection de 2020 du 5e district congressionnel du Kentucky | Élection de 2020 du 5e district congressionnel du Kentucky |
| ---------------------------------------------------------- | ---------------------------------------------------------- | ---------------------------------------------------------- | ---------------------------------------------------------- | ---------------------------------------------------------- |
| Parti                                                      | Parti                                                      | Candidat                                                   | Votes                                                      | %                                                          |
|                                                            | Républicain                                                | Hal Rogers (sortant)                                       | 250 660                                                    | 84,2                                                       |
|                                                            | Démocrate                                                  | Matthew Best                                               | 46 993                                                     | 15,8                                                       |
| Total des votes                                            | Total des votes                                            | Total des votes                                            | 297 653                                                    | 100 %                                                      |
|                                                            | Les Républicains conservent                                |                                                            |                                                            |                                                            |

### 2022
La Primaire Démocrate a été annulée. Conor Halbleib (D) avance vers l'Élection Générale.
| Primaire Républicaine de 2022 du 5e district congressionnel du Kentucky | Primaire Républicaine de 2022 du 5e district congressionnel du Kentucky | Primaire Républicaine de 2022 du 5e district congressionnel du Kentucky | Primaire Républicaine de 2022 du 5e district congressionnel du Kentucky | Primaire Républicaine de 2022 du 5e district congressionnel du Kentucky |
| ----------------------------------------------------------------------- | ----------------------------------------------------------------------- | ----------------------------------------------------------------------- | ----------------------------------------------------------------------- | ----------------------------------------------------------------------- |
| Parti                                                                   | Parti                                                                   | Candidat                                                                | Votes                                                                   | %                                                                       |
|                                                                         | Républicain                                                             | Hal Rogers (sortant)                                                    | 77 050                                                                  | 82,6                                                                    |
|                                                                         | Républicain                                                             | Gerardo Serrano                                                         | 5 460                                                                   | 5,9                                                                     |
|                                                                         | Républicain                                                             | Jeannette Andrews                                                       | 4 160                                                                   | 4,5                                                                     |
|                                                                         | Républicain                                                             | Brandon Monhollen                                                       | 3 831                                                                   | 4,1                                                                     |
|                                                                         | Républicain                                                             | Richard Van Dam                                                         | 2 784                                                                   | 3,0                                                                     |

| Élection de 2022 du 5e district congressionnel du Kentucky | Élection de 2022 du 5e district congressionnel du Kentucky | Élection de 2022 du 5e district congressionnel du Kentucky | Élection de 2022 du 5e district congressionnel du Kentucky | Élection de 2022 du 5e district congressionnel du Kentucky |
| ---------------------------------------------------------- | ---------------------------------------------------------- | ---------------------------------------------------------- | ---------------------------------------------------------- | ---------------------------------------------------------- |
| Parti                                                      | Parti                                                      | Candidat                                                   | Votes                                                      | %                                                          |
|                                                            | Républicain                                                | Hal Rogers (sortant)                                       | 177 712                                                    | 82,2                                                       |
|                                                            | Démocrate                                                  | Conor Halbleib                                             | 38 549                                                     | 17,8                                                       |
|                                                            | Indépendant                                                | Stephan Mazur (write-in)                                   | 9                                                          | 0,0                                                        |
| Total des votes                                            | Total des votes                                            | Total des votes                                            | 216 270                                                    | 100 %                                                      |
|                                                            | Les Républicains conservent                                |                                                            |                                                            |                                                            |

### 2024
| Primaire Républicaine de 2024 du 5e district congressionnel du Kentucky | Primaire Républicaine de 2024 du 5e district congressionnel du Kentucky | Primaire Républicaine de 2024 du 5e district congressionnel du Kentucky | Primaire Républicaine de 2024 du 5e district congressionnel du Kentucky | Primaire Républicaine de 2024 du 5e district congressionnel du Kentucky |
| ----------------------------------------------------------------------- | ----------------------------------------------------------------------- | ----------------------------------------------------------------------- | ----------------------------------------------------------------------- | ----------------------------------------------------------------------- |
| Parti                                                                   | Parti                                                                   | Candidat                                                                | Votes                                                                   | %                                                                       |
|                                                                         | Républicain                                                             | Hal Rogers (sortant)                                                    | 39 423                                                                  | 81,8                                                                    |
|                                                                         | Républicain                                                             | Dana Edwards                                                            | 5112                                                                    | 10,6                                                                    |
|                                                                         | Républicain                                                             | Brandon Monhollen                                                       | 2673                                                                    | 5,5                                                                     |
|                                                                         | Républicain                                                             | David Kraftchak                                                         | 997                                                                     | 2,1                                                                     |

| Élection de 2024 du 5e district congressionnel du Kentucky | Élection de 2024 du 5e district congressionnel du Kentucky | Élection de 2024 du 5e district congressionnel du Kentucky | Élection de 2024 du 5e district congressionnel du Kentucky | Élection de 2024 du 5e district congressionnel du Kentucky |
| ---------------------------------------------------------- | ---------------------------------------------------------- | ---------------------------------------------------------- | ---------------------------------------------------------- | ---------------------------------------------------------- |
| Parti                                                      | Parti                                                      | Candidat                                                   | Votes                                                      | %                                                          |
|                                                            | Républicain                                                | Hal Rogers (sortant)                                       | 261 407                                                    | 100                                                        |
| Total des votes                                            | Total des votes                                            | Total des votes                                            | 261 407                                                    | 100                                                        |
|                                                            | Les Républicains conservent                                |                                                            |                                                            |                                                            |